# 昂热维尔-拉马尔泰勒
昂热维尔-拉马尔泰勒（法語：Angerville-la-Martel，法語發音：[ɑ̃ʒɛʁvil la maʁtɛl]）是法国滨海塞纳省的一个市镇，属于勒阿弗尔区。

## 地理
昂热维尔-拉马尔泰勒（49°45'42"N, 0°30'6"E）面积10.19 平方千米，位于法国诺曼底大区滨海塞纳省，该省份为法国北部沿海省份，其西部及北部濒大西洋英吉利海峡，东起顺时针与索姆省、瓦兹省、厄尔省和卡爾瓦多斯省接壤。
与昂热维尔-拉马尔泰勒接壤的市镇（或旧市镇、城区）包括：滨海昂克雷特维尔、科勒维尔、滨海埃克雷特维尔、圣埃莱娜-邦德维尔、萨斯托勒莫孔迪、泰鲁尔德维尔、特维尔欧马约、瓦尔蒙。
昂热维尔-拉马尔泰勒的时区为UTC+01:00、UTC+02:00（夏令时）。

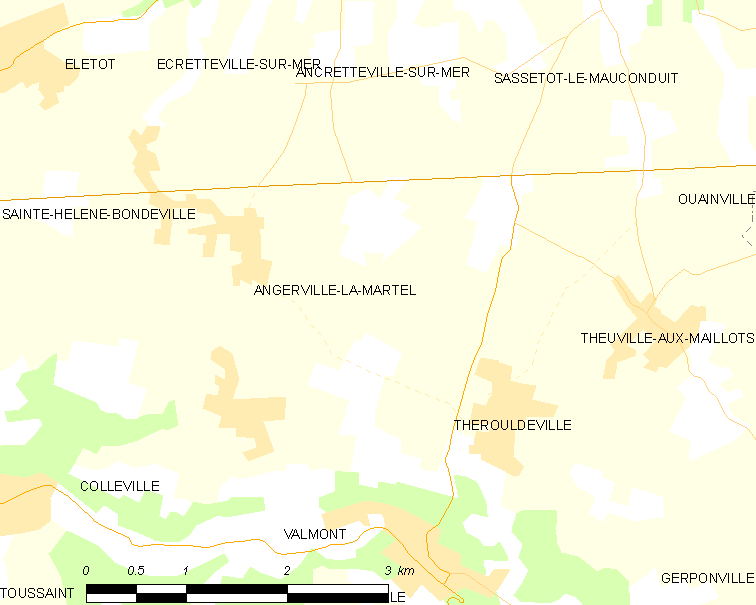
昂热维尔-拉马尔泰勒的OSM定位图

## 行政
昂热维尔-拉马尔泰勒的邮政编码为76540，INSEE市镇编码为76013。

## 政治
昂热维尔-拉马尔泰勒所属的省级选区为费康县。

## 人口

1962-2008年间昂热维尔-拉马尔泰勒人口变化图示

昂热维尔-拉马尔泰勒于2022年1月1日时的人口数量为1081人。